# Tsuyoshi Yoshitake
Tsuyoshi Yoshitake (吉武 剛, Yoshitake Tsuyoshi) est un footballeur japonais né le 8 septembre 1981.